# Juvénal Habyarimana
Juvénal Habyarimana (Gisenyi, 8 de març de 1937 - Kigali, 6 d'abril de 1994) va ser el segon president de Ruanda, que va servir més temps que qualsevol altre president fins a la data, des de 1973 fins a 1994. Va ser sobrenomenat Kinani, una paraula kinyarwanda que significa "invencible".
Habyarimana va ser un dictador i se sospitava de frau electoral en les seves reeleccions sense oposició: el 98,99% dels vots el 24 de desembre de 1978, el 99,97% dels vots el 19 de desembre de 1983 i el 99,98% dels vots el 19 de desembre 1988. Durant el seu mandat, Ruanda es va convertir en un ordre totalitari en què els responsables del seu partit, Moviment Republicà Nacional per la Democràcia i el Desenvolupament, obligaven a la població a cantar i ballar adulant al president en els concursos massius d' "animació" política. Mentre el país en conjunt s'havia empobrit lleugerament durant el mandat de Habyarimana, la gran majoria dels ruandesos van romandre en circumstàncies d'extrema pobresa.
El 6 d'abril de 1994 va ser assassinat quan el seu avió, que també portava al president de Burundi, Cyprien Ntaryamira, de tornada a Burundi, va ser apatut rop de l'Aeroport Internacional de Kigali. El seu assassinat va disparar les tensions ètniques a la regió i va ajudar a provocar el genocidi ruandès.
Quan el president hutu Juvénal Habyarimana va signar un acord de pau de poder compartit amb l'FPR, els extremistes hutus van començar a especular si el mateix president s'havia convertit en còmplice. Al març, quan Kangura va publicar el titular "HABYARIMANA MORIRÀ AL MARÇ", l'article explicava que els assassins serien hutus comprats per les paneroles (membres de l'FPR).

## Primers anys i educació
Juvénal Habyarimana va néixer el 8 de març de 1937 a Gisenyi, Ruanda-Urundi en una rica família hutu. Després de rebre una educació primària, va assistir al Col·legi de Sant Pau a Bukavu, Congo Belga, on es va llicenciar en matemàtiques i humanitats. El 1958 es va matricular a la facultat de medicina de la Universitat de Lovanium a Léopoldville. Després de l'inici de la revolució ruandesa l'any següent, Habyarimana va abandonar Lovanium i es va inscriure a l'escola d'ensenyament oficial a Kigali. Es va graduar amb distinció el 1961 i es va convertir en ajudant del comandant belga de la força a Ruanda. Es va casar amb Agathe Kanziga el 1962.
El 1963, Habyarimana, per la seva condició educada i personalitat atractiva, va ser nomenat cap de la Guàrdia Nacional de Ruanda. El gener va ser ascendit al rang de general de divisió. Dos anys després va ser nomenat Ministre de la Guàrdia Nacional i Policia.

## Presidència
El 5 de juliol de 1973, mentre ocupava el càrrec de Cap d'Estat Major de l'Exèrcit, Habyarimana va prendre el poder mitjançant un cop d'estat contra el president titular Grégoire Kayibanda i va derrocar el partit de Kayibanda Parmehutu. El 1975, va crear el Mouvement Révolutionaire National pour le Développement com l'únic partit legal del país. El govern es va mantenir pràcticament en mans militars fins a 1978, quan es va aprovar una nova constitució en un referèndum. Al mateix temps, Habyarimana va ser elegit per a un mandat de cinc anys com a president. Va ser reelegit en eleccions d'un sol candidat el 1983 i 1988.

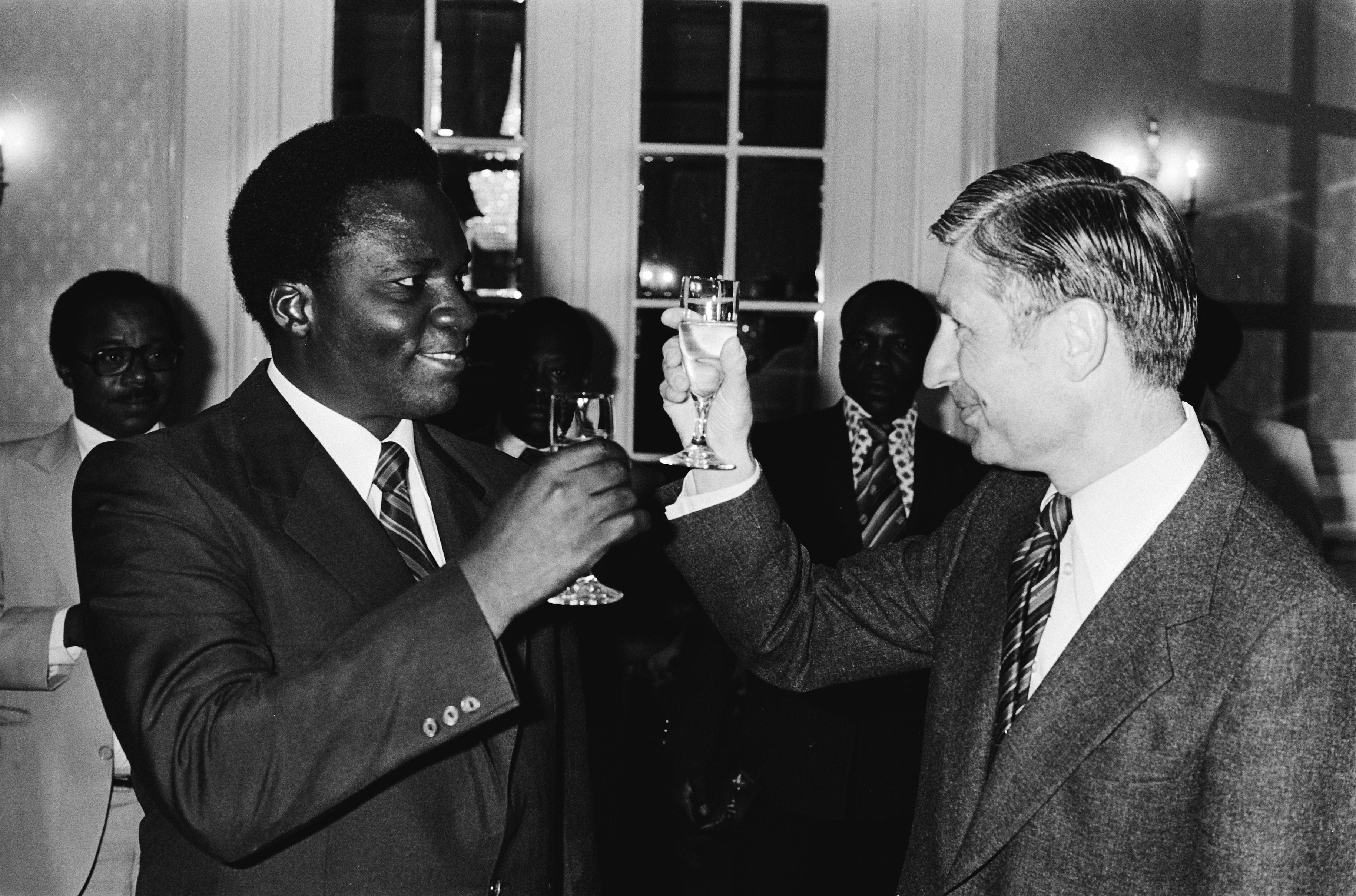
El president Habyarimana amb el primer ministre neerlandès Dries van Agt a la Haia, 1980

Hutu ell mateix, inicialment va obtenir el favor entre els grups hutus i tutsis, atesa la reticència de la seva administració per implementar polítiques que atenien als seus seguidors principalment hutus. Aquesta restricció no va durar i Habyarimana va començar a supervisar un govern que reflectia les polítiques de Kayibanda. Les quotes es van tornar a aplicar als llocs de treball per a "universitats i serveis governamentals" que desfavorien intencionadament als tutsis. Com que Habyarimana va continuar afavorint una quota més petita de seguidors, més grups hutu menyspreaven el líder del país. Van cooperar amb els tutsis per debilitar el seu lideratge. Al començament de la invasió d'Uganda per part de l'exèrcit del Front Patriòtic Ruandès, un exèrcit rebel format principalment per refugiats tutsis que havien ajudat Museveni d'Uganda a prendre el control de la presidència, els partidaris d'Habyarimana s'havien reduït a l'akazu ("petita casa" o "llar del president"), que estava compost principalment per un grup informal d'extremistes hutus de la seva regió natal, és a dir, a les províncies del nord-oest de Giosenyi i Ruhengeri.
De 1975 a 1990, el MRND i el govern d'Habyarimana eren un. Les administracions locals representaven simultàniament el partit oficial i l'autoritat local. Les polítiques jurídiques i del partit eren comunicades i executades del Cap d'Estat a través de les unitats administratives locals, especialment la política general d'Umuganda, on els ruandesos havien d'"assignar mig dia de treball per setmana" a projectes infraestructurals. Habyarimana sovint és descrit com a moderat encara que es diu que el partit utilitzava mètodes de propaganda d'extrema dreta, i avançava una agenda política conservadora i anticomunista.
Tanmateix, el 1990, abans de la invasió del FPR i per la pressió creuada de diverses fonts, el principal aliat i el suport financer de Ruanda, França, els seus principals finançadors, el FMI i el Banc Mundial, i dels seus propis ciutadans que desitjaven una major veu i canvi econòmic, va acceptar permetre la formació d'altres partits com el Moviment Democràtic Republicà, el Partit Socialdemòcrata, el Partit Liberal i el Partit Demòcrata Cristià.

### Invasió
A l'octubre de 1990, una invasió contra el govern d'Habyarimana va començar quan els rebels del Front Patriòtic Ruandès (FPR), una força majoritària de refugiats ruandesos i expatriats tutsis que havien servit a l'exèrcit ugandès (molts en llocs clau), van travessar la frontera d'Uganda. Els militars francesos i zairesos van intervenir en nom de les forces governamentals d'Habyarimana, i es va arribar oficialment a un acord d'alto el foc el 1993 a través dels acords d'Arusha.

## Assassinat
El 6 d'abril de 1994, el jet privat de Habyarimana Falcon 50 va ser abatut prop de l'Aeroport Internacional de Kigali, matant Habyarimana. Cyprien Ntaryamira, president de Burundi, el cap d'estat major de l'exèrcit ruandès, i molts altres també van morir en l'atac. L'avió es va estavellar en els terrenys de la residència presidencial.
Les circumstàncies de l'accident no estan clares. En aquell moment, els mitjans de comunicació Poder Hutu van afirmar que l'avió havia estat derrocat per ordres del líder de FPR Paul Kagame. Altres, inclòs el FPR, van acusar militants hutus del partit d'Habyarimana d'orquestrar el xoc per provocar indignació anti-tutsi i alhora prendre el poder. Atès que l'avió tenia una tripulació francesa, es va dur a terme una investigació francesa; el 2006 va concloure que Kagame era responsable de l'assassinat i va exigir que fos processat. La resposta de Kagame, el líder "de facto" de Ruanda des del genocidi, era que els francesos només intentaven cobrir la seva pròpia part en el genocidi posterior. Una investigació francesa més recent va treure un informe de gener de 2012 que falsament exonerava el FPR. Membres del cercle intern de Kagame han afirmat públicament que l'atac va ser ordenat pel mateix Kagame. Aquests inclouen el seu antic cap de personal i ambaixador als Estats Units, Theogene Rudasingwa, l'ex cap de l'exèrcit i ambaixador de l'Índia general Kayumba Nyamwasa, l'exsecretari del ministeri de defensa, el major Jean-Marie Micombero, i altres.

## Resultats de la mort

### Destí de restes
En algun moment després de l'assassinat del 6 d'abril de 1994, les restes d'Habyarimana van ser obtingudes pel President de Zaire i es van mantenir en un mausoleu privat a Gbadolite (Zaire). Mobutu va prometre a la família d'Habyarimana que el seu cos tindria un enterrament adequat a Ruanda. El 12 de maig de 1997, quan els rebels de l'Aliança de les Forces Democràtiques per a l'Alliberament del Congo de Laurent-Désiré Kabila avançaven sobre Gbadolite, Mobutu tenia les restes en avió de càrrega a volant a Kinshasa on esperaren a l'asfalt de l'aeroport de N'djili durant tres dies. El 16 de maig, el dia abans que Mobutu va fugir de Zaire (i el país va canviar el nom a la República Democràtica del Congo), les restes d'Habyarimana es van cremar sota la supervisió d'un líder religiós hindú.

### Conseqüències polítiques
La mort d'Habyarimana va encendre una onada d'assassinats per extremistes de la majoria d'hutus contra tutsis i aquells hutus que anteriorment s'havien oposat al govern o que havien recolzat els acords de pau. Al cap de 100 dies, entre 800.000 i 1 milió ruandesos van ser massacrats.

## Família i vida personal
L'esposa de Habyarimana, Agathe Habyarimana, va ser evacuada per tropes franceses poc després de la seva mort. Ha estat descrita com molt influent en la política ruandesa. Ha estat acusada pel ministre de justícia de Ruanda, Tharcisse Karugarama, de complicitat en el genocidi i se li va denegar l'asil a França sobre la base de proves de la seva complicitat. Va ser arrestada el març de 2010 a la regió de París per la policia que va executar una ordre de detenció internacional de Ruanda. Al setembre de 2011, un tribunal francès va denegar a Ruanda l'extradició d'Agathe Habyarimana.
Habyarimana era un catòlic devot.